# トム・ゲーレルス

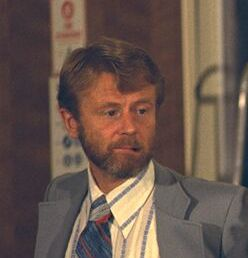
トム・ゲーレルス（1974年）

トム・ゲーレルス（Tom Gehrels 、1925年2月21日 - 2011年6月11日）は天文学者。長らくアリゾナ大学教授を務めた。

## 生涯
1925年、オランダのハーレマーメールで生まれる。青春を送ったのは第二次世界大戦のただ中であり、ドイツに占領されたオランダでレジスタンスに身を投じた。その後イギリスに亡命したゲーレルスは、イギリスの特殊作戦執行部 (Special Operations Executive) に参加し、任務を帯びて祖国にパラシュートで降下してもいる。1944年から48年にかけて、ゲーレルスはヨーロッパと極東地域で空挺任務についた。
1951年にライデン大学で天文学と物理学のB.S.（学士号）を取得、1956年にシカゴ大学で天文学と天体物理学のPh.D.（博士号）を取得した。1961年以降、アリゾナ大学で惑星科学と天文学を教えている。
1950年代には小惑星の光度を測定するシステムの開発をおこない、1960年には恒星や惑星の偏光の波長依存性について先駆的な研究を行った。これらの業績は、アメリカ天文学会の月刊学術雑誌『アストロノミカルジャーナル』 (Astronomical Journal) の拡大版にそれぞれ掲載された。 
ゲーレルスは1960年から1977年にかけて、ライデン天文台のファン・ハウテン夫妻とともに4000を超える小惑星を発見した（#小惑星節参照）。いくつかの彗星も発見している（#彗星節参照）。また、パイオニア10号（1972年打ち上げ）とパイオニア11号（1973年打ち上げ）の画像式偏光光度計（Imaging Photopolarimeter, IPP）実験の主任研究員であった。
ゲーレルスは、アリゾナ大学出版会（University of Arizona Press）から刊行されている教科書の Space Science Series の発刊に携わっている。この教科書は、当該分野において最もレベルの高い教本として知られている。1980年にはアリゾナ大学のロバート・マクミランとともにスペースウォッチ計画の発足にも携わり、地球近傍小惑星を含む小惑星・彗星の探索するこのプロジェクトの主任研究員を務めた（1997年以降、マクミランが主任研究員となった）。
教育者としてのゲーレルスは、秋にはツーソンのアリゾナ大学で自然科学を専攻としない大学生のための講義を担当しており、春にはインドのアーメダバードにある物理学研究所 (Physical Research Laboratory) で授業を受け持っていた（ゲーレルスはこの研究所の生涯フェローであった）。これは国連の設けた課程であり、ウズベキスタンや北朝鮮などから留学した大学院生を対象としている。ゲーレルスは、普遍的な進化 (Universal evolution) について関心を払っており、これらの講義を導きの糸として研究が進めていた。2007年には、惑星科学への顕著な功績により、アメリカ天文学会の惑星科学部門が設けたマサースキー賞 (Masursky Award) を受賞した。
トム・ゲーレルスには3人の子供がいる。息子のひとりであるニール・ゲーレルス (Neil Gehrels) も天文学者である。

## 業績

### 小惑星
ゲーレルスは1960年から1977年にかけて、ライデン天文台のファン・ハウテン夫妻（コルネーリスとイングリット）とともに4631個にのぼる小惑星を発見した。また、ゲーレルスは単独でも19個の小惑星の発見者（1971年から75年にかけて）として小惑星センターに記録されている。ファン・ハウテン夫妻との共同作業は、ゲーレルスがパロマー天文台の48inシュミット式望遠鏡で撮影した写真をライデン天文台に送り、ファン・ハウテン夫妻が解析するという方法で行われた。かれらのチームが発見した小惑星には、アポロ群の(1864) Daedalus 、(5011) プタハ、アモール群の(4587) Reesと数十個のトロヤ群の小惑星が含まれる。
ゲーレルスとファン・ハウテン夫妻の名による小惑星発見数4631は、2016年11月16日現在、小惑星観測史上7位の多さである。これより上位を占めるのはLINEARやNEATをはじめとする大規模なプロジェクトであり、個人の名はない。これらのプロジェクトが小惑星探査に乗り出す1990年代後半まで、ゲーレルスとファン・ハウテン夫妻のチームは他を大きく引き離し、長らく発見数1位の座を占めていた。2017年5月11日現在、ゲーレルスとファン・ハウテン夫妻のチームに次ぐ発見数を記録するのは、エリック・エルスト（3760個、個人最多）、小林隆男（2477個）である。
なお、小惑星発見数で2位を占めるのはアリゾナ大学のスペースウォッチプロジェクトであるが、1980年に設立されたこのプロジェクトの設立者はゲーレルスである。プロジェクトによる発見では、発見者個人の名が小惑星センターに残されることはないが、ゲーレルスはプロジェクトの中で1998 KY26などの小惑星を発見している

### 彗星
多くの彗星の発見者であり、発見した彗星には周期彗星の64P/スイフト・ゲーレルス彗星、78P/ゲーレルス彗星、82P/ゲーレルス彗星、90P/ゲーレルス彗星が含まれる。

## 逸話など
- フォン・ブラウンに対して

ゲーレルスは、雑誌『ネイチャー』から、ウェルナー・フォン・ブラウンに関する本の書評を依頼されたことがある。ゲーレルスは、ミッテルバウ＝ドーラ強制収容所の囚人について引用し、フォン・ブラウンが収容所に定期的に来て囚人を管理していたこと、フォン・ブラウンはその公式伝記に記されるよりも大きな責任と罪を負っていると告発した。書評の終わりに次のような文言を述べている。「フォン・ブラウンにはいつわりの防御は必要ではない。彼は科学的に特化した偉大な人物であったから。……必要なものは、より高度な歴史の視野である」。

## 註
1. 1 2 3 4  “Minor Planet Discoverers”.  小惑星センター (2017年5月11日). 2017年6月1日閲覧。
2. ↑  "Of Truth and Consequences," Tom Gehrels (1994). Nature 372, 511-512